# 전설 비원순 중저모음
전설 비원순 중저모음(前舌 非圓脣 中低母音) 또는 전설 평순 중개모음(前舌 平脣 中開母音)은 모음의 하나이다.
- 이 모음은 혀의 위치를 닿소리가 되지 않을 정도로 앞으로 해서 발음하는 전설모음이다.
- 이 모음은 입술을 둥글게 하지 않고 발음하는 비원순모음이다.
- 이 모음은 혀의 위치를 저모음과 중모음의 중간 위치로 해서 발음하는 중저모음이다.

### 예
| 언어                             | 철자        | 발음    | 뜻       | 비고                          |
| 프랑스어                         | bête        | [bɛt̪]   | '짐승'   |                               |
| 영국 영어의 용인 발음, 미국 영어 | bed         | [bɛd]   | '침대'   |                               |
| 갈리시아어                       | ferro       | [ˈfɛro̝] | '철'     |                               |
| 카탈루냐어                       | set         | [ˈsɛt]  | '7'      |                               |
| 웨일스어                         | nesaf       | [nɛsav] | '다음의' |                               |
| 한국어                           | 매미의 'ㅐ' | [mɛːmi] | 蟬       | 다수의 화자에서 /e/와 합류함. |

## 이 발음의 한글 표기
베트남어에서는 '애'로 적고 나머지 언어에서는 '에'로 적는다.